# Antonín Dvořák (fotbalista)
Antonín Dvořák (* 27. února 1949) je bývalý český fotbalista, útočník a později trenér. Původně byl souběžně československý reprezentant ve stolním tenisu a druholigový fotbalista Spartak BS Vlašim.

## Fotbalová kariéra
V československé lize hrál za Škodu Plzeň. V československé lize nastoupil v 95 utkáních a dal 17 ligových gólů.

## Ligová bilance
| Ročník                                   | Zápasy | Góly | Minuty | Klub              |
| ---------------------------------------- | ------ | ---- | ------ | ----------------- |
| 2. československá fotbalová liga 1974/75 | -      | -    | -      | Spartak BS Vlašim |
| 1. československá fotbalová liga 1976/77 | 15     | 2    | -      | Škoda Plzeň       |
| 1. československá fotbalová liga 1977/78 | 30     | 4    | 2700   | Škoda Plzeň       |
| 1. československá fotbalová liga 1978/79 | 30     | 8    | 2700   | Škoda Plzeň       |
| 1. československá fotbalová liga 1979/80 | 20     | 3    | 1666   | Škoda Plzeň       |
| Česká národní fotbalová liga 1981/82     | 30     | 5    | -      | Škoda Plzeň       |
| Česká národní fotbalová liga 1982/83     | 29     | 5    | -      | Škoda Plzeň       |
| CELKEM V 1. LIZE                         | 95     | 17   | 7066   |                   |